# Kryptoprotestantismus
Der Kryptoprotestantismus (griech. κρυπτός kryptós ‚verborgen‘) bezeichnet die versteckte Religionsausübung evangelischer Christen während der im Zuge der Konfessionalisierung und Gegenreformation einsetzenden Versuche der Rekatholisierung in Ländern wie Frankreich und dem Habsburgerreich im 17. und 18. Jahrhundert.

## Übersicht
Während der durch Zwang unterstützten Gegenreformation waren Teile der in den wieder katholisch gewordenen Gebieten lebenden Evangelischen bestrebt, ihre Konfession verbunden mit der entsprechenden Ausübung des Glaubensritus nach innen hin beizubehalten, während sie nach außen hin gezwungenermaßen den Katholizismus annahmen mussten. Man verstellte sich also nach außen hin, wie es gefordert wurde, und versuchte nach innen hin, die Gedankenfreiheit zu bewahren. Es war letztlich nichts anderes als eine Form von gewaltlosem Widerstand eines Teils der Bevölkerung gegen eine aufgezwungene Glaubensform. Einzelne Familien, Gruppen und Talschaften beharrten auf der evangelischen Konfession trotz des staatlichen Verbots, der Benachteiligung und unter Androhung von Sanktionen bei Zuwiderhandlung.
Bedeutenden Untergrundprotestantismus gab es insbesondere im Habsburgerreich sowie in Frankreich nach dem Edikt von Fontainebleau 1685 bis zum Edikt von Versailles von Ludwig XVI. im Jahre 1787.
Formen eines Kryptoprotestantismus gab es auch in orthodox-lutherischen Territorien in Form des Kryptocalvinismus, der dort eine pejorativ gemeinte Bedeutung hat. Dieser richtete sich nicht nur gegen den Katholizismus, sondern auch gegen die lutherische Orthodoxie.

## Geheimprotestantismus im Habsburgerreich
Vorwiegend durch deutsche Bergleute und Studenten, die in Wittenberg bei Martin Luther und seinen Mitstreitern die Reformation kennengelernt hatten, kam der evangelische Glaube ins Habsburgerreich. Der Kryptoprotestantismus begann mit der Gegenreformation ab 1550 und ging mit dem Toleranzpatent Josefs II. von 1781 und endgültig dem Protestantenpatent Franz Josefs von 1861 zu Ende. 
Unter Führung des Seckauer Bischofs Martin Brenner zog im Herbst 1600 eine Religionsreformationskommission über siebzig Tage durch ganz Kärnten. Es kam zu Bücherverbrennungen und in vier Fällen zur Zerstörung evangelischer Kirchen und Friedhöfe. Die evangelische Bevölkerung wurde vor die Wahl gestellt, zum katholischen Glauben zu konvertieren oder auszuwandern. Für viele war eine Auswanderung aus wirtschaftlichen Gründen keine wirkliche Option, sodass sie äußerlich den katholischen Eid schworen, aber innerlich evangelisch blieben.
Nach der Ausweisung des evangelischen Adels 1627 und 1628 konzentrierten sich die zunehmend verborgenen Protestanten vorwiegend auf die ländlichen Gebiete im südlichen Oberösterreich, in der Obersteiermark und in Kärnten.
1650 ernannte Ferdinand III. eine neue Religionskommission für das Land ob der Enns. Die katholischen Pfarrer hatten nun die Aufgabe, Verzeichnisse von Personen zu erstellen, die nicht an der Heiligen Messe teilnahmen. Die Anzahl der Personen, die nicht kommunizierten, nahm ab, und die Zahl der heimlichen Protestanten nahm dagegen zu. Sie trafen sich zu Hausandachten und in Konventikeln, das waren eigene gottesdienstliche Treffen im Wald, in einer Höhle oder bei Nacht auf einem bewachten Bauernhof. Bei diesen Wortgottesdiensten wurde das Evangelium vorgelesen und von Laien ausgelegt, Psalmen und Choräle gesungen und gebetet. Lutherbibeln, Gebets- und Andachtsbücher und weitere evangelische Schriften mussten nach Gebrauch sicher versteckt werden.
Geheimprotestanten wurden also trotzdem vom katholischen Pfarrer getauft, besuchten die notwendigen Gottesdienste und Feste, um nicht aufzufallen, sie wurden von ihm getraut und nach dem Tod auf dem Friedhof des Dorfes oder der Stadt beerdigt. Vereinzelt fand man Gebeine an ungewohnten Stellen, die Indizien für Hausbegräbnisse waren, die für Personen gewesen waren, denen man ein Begräbnis in der geweihten Erde des Friedhofs aus Glaubensgründen verwehrt hatte. Nur in seltenen Fällen wurden die beiden anerkannten evangelischen Sakramente der Taufe und des Abendmahls gefeiert, oft musste darauf verzichtet werden, um nicht unnötig Aufsehen zu erregen.
Strafen gegen geheime Protestanten wurden oft angedroht und manchmal auch ausgeführt. Es kam zu Beschlagnahmungen von Lutherbibeln und verbotenen Büchern, Umerziehung und erzwungenen Konversionen, Todesurteilen und Auswanderungen. Eine größere Strafaktion fand in den Jahren 1734 bis 1737 statt, als 624 Evangelische aus dem Salzkammergut nach Siebenbürgen deportiert wurden.
Der Religionsphilosoph Friedrich Heer brachte Kryptoprotestantismus und späteren antiklerikalen Deutschnationalismus in Verbindung.
Bekannte Beispiele geheimer Gottesdienstorte sind die Hundskirche Kreuzen in den Gailtaler Alpen, die Seekarkirche am Modereck, die Kalmoskirche am Kalmberg in der Gosau und der Predigtstuhl in Felsformationen 300 Meter oberhalb der Hochebene von Ramsau am Dachstein. Im eher abgelegenen und bergigen Oberkärnten, wo sich Bauern und Bergleute im Gailtal, im Drautal, im Liesertal, um Villach und Feldkirchen der Reformation angeschlossen hatten, konnten sich die Geheimprotestanten am besten verdeckt halten und als Evangelische überleben. Als im späten 18. Jahrhundert eine andere als die katholische Religionsausübung wieder gestattet wurde, ließen sich beispielsweise in Weißbriach 90 Prozent als evangelisch eintragen.
Im Jahr 2008 wurde in Erinnerung an den Schmuggel deutscher Bibeln, Gesang- und Gebetbücher von der Evangelischen Kirche in Österreich der ungefähr 600 Kilometer lange Weg des Buches eingerichtet, der von Passau, Ortenburg oder Schärding an der bayerischen Grenze über das Salzkammergut, den Dachstein, die Kärntner Nockberge und nach Agoritschach an die Grenze nach Italien und Slowenien führt.

### Deutsches Reich
- Arno Herzig: Der Zwang zum wahren Glauben. Rekatholisierung vom 16. bis zum 18. Jahrhundert, Vandenhoeck & Ruprecht, Göttingen 2000, ISBN 3-525-01384-1 (Nennung in Google books).
- Arno Herzig: Der Oberlangenauer Bauernchronist Christoph Rupprecht: Zum Kryptoprotestantismus in der Grafschaft Glatz, 2000, S. 269–291[17]

### Habsburgerreich
- Simone Gloria Engelbrechtsmüller: Der Protestantismus in Waidhofen an der Ybbs bis zum Erlass des Toleranzpatents 1781 mit besonderer Berücksichtigung der Frage nach Kryptoprotestantismus im Großraum Waidhofen/Ybbs, Diplomarbeit, Historisch-Kulturwissenschaftliche Fakultät, Universität Wien, Wien 2012 (doi:10.25365/thesis.24290)
- Rudolf Leeb: Die Zeit des "Geheimprotestantismus", in: Jahresberichte für deutsche Geschichte, Berlin-Brandenburgische Akademie der Wissenschaften, 2000, S. 249–264[18]
- Rudolf Leeb, Susanne Claudine Pils, Thomas Winkelbauer (Hrsg.): Staatsmacht und Seelenheil. Gegenreformation und Geheimprotestantismus in der Habsburgermonarchie, Oldenbourg, Wien und Böhlau, München 2007, ISBN 978-3-7029-0546-0.
- Rudolf Leeb, Martin Scheutz und Dietmar Weikl (Hrsg.), Alexander Schunka: Geheimprotestantismus und evangelische Kirchen in der Habsburgermonarchie und im Erzstift Salzburg (17./18. Jahrhundert), Veröffentlichungen des Instituts für Österreichische Geschichtsforschung, 51, Böhlau, 2009, ISBN 978-3-205-78301-5 und ISBN 978-3-486-58934-4.
- Elisabeth Mansfeld: Juristische Aspekte der Ketzerverfolgung im Erzherzogtum Österreich in der Regierungszeit Karls VI. Dissertation. Hrsg.: Universität Wien. Wien 2008, doi:10.25365/thesis.492.
- Walter Mauerhofer: 181 Jahre Geheimprotestantismus in Österreich von 1600-1781, Selbstverlag, 2020.
- Christian Preuße: Das Unkraut des Irrglaubens auszureuten. Kryptoprotestantismus in den habsburgischen Erblanden und Transmigration nach Siebenbürgen, Zeitschrift für Siebenbürgische Landeskunde, 29/2006, N° 2, S. 161–179.
- Martin Scheutz: Die „fünfte Kolonne“. Geheimprotestantismus im 18. Jahrhundert in der Habsburgermonarchie und deren Inhaftierung in Konversionshäusern (1752–1775), in: Mitteilungen des Instituts für Österreichische Geschichtsforschung. MIÖG, Band 114, 2006, ISSN 0073-8484, S. 329–380.
- Martin Scheutz: Internierung zur Umerziehung. Konversionshäuser für Geheimprotestanten – vergessene Gefängnisse in der Habsburgermonarchie im 18. Jahrhundert, 2009, S. 115–128.
- Martin Scheutz: Bethäuser, Türme, Glocken und Kirchen: Das Erbe der Reformation rund um den Dachstein, Jahrbuch Geschichte 2019, Universität Wien, Wien 2019.
- Heinz Schießer: „Wir gehen zwar, aber wir kehren wieder.“ Gegenreformation und Geheimprotestantismus im Salzkammergut, Wagner Verlag, Linz 2017, ISBN 978-3-903040-22-9 und ISBN 3-903040-22-3 (Inhaltsverzeichnis).
- Annegret Waldner, Sonja Fankhauser: Von Zillerthal nach Zillerthal. Der Weg der Zillertaler Protestanten von Tyrol nach Preussisch-Schlesien im Jahr 1837, Innsbruck 2017.
- Rudolf Weiss: Das Bistum Passau unter Kardinal Joseph Dominikus von Lamberg, (1723-1761): Zugleich ein Beitrag zur Geschichte des Kryptoprotestantismus in Oberösterreich, Theologische Studien, EOS-Verlag, St. Otilien 1979.

### Frankreich
- Anna Bernard: Die Revokation des Edikts von Nantes und die Protestanten in Südostfrankreich (Provence und Dauphiné) 1685–1730 (= Pariser historische Studien, Band 59), Oldenbourg, München 2003, ISBN 3-486-56720-9.